# Подгорный, Сергей Александрович
Сергей Александрович Подгорный (укр. Сергій Олександрович Підгорний; 27 декабря 1953, Буча — 18 июля 2011, Ирпень) — советский и украинский актёр.

## Биография
Сергей Подгорный родился 27 декабря 1953 года в пгт Буча Киевской области, Украинская ССР. В школьные годы участвовал в самодеятельности, играл роль Лукаша в спектакле «Лисовая песня».
В 1973 году был приглашён Леонидом Быковым в фильм «В бой идут одни „старики“» на роль Виктора Щедронова по прозвищу Смуглянка, вместо отказавшегося от съёмок Анатолия Матешко.
С 1976 года, после окончания КГИТИ имени И. К. Карпенко-Карого, работал на киностудии имени Довженко.
До 1995 года снимался достаточно активно, в ролях второго плана и эпизодах. Затем как актёр не был востребован до 2008 года, когда получил роль в украинском фильме «Золушка с райского острова» (вышел в прокат в 2009 году).
Был дважды женат. Сын Владимир от первого брака (работает в ОАО «Красная Поляна» инженером в отделе эксплуатации канатных дорог) и дочь Саша, студентка вуза.
Проживал в Киевской области, городе Буча вместе с пожилой мамой.
Умер от инсульта вечером 18 июля 2011 года в реанимации одной из больниц города Ирпень. Причиной смерти стала острая сердечная недостаточность. Актёра похоронили 21 июля на городском кладбище Бучи под музыку песни «Смуглянка».

### Фильмография
- 1973 — В бой идут одни «старики» — лейтенант Виктор Щедронов («Смуглянка»)
- 1973 — Абитуриентка — абитуриент
- 1974 — Рождённая революцией — Гриша
- 1975—1976 — Волны Чёрного моря — Колесничук в юности
- 1976 — Время — московское — Тимко
- 1976 — Порт — Андрей Соколов
- 1976 — Такая она, игра — Гена Орлов
- 1976 — Щедрый вечер — Максим
- 1977 — Ералашный рейс — Тарас
- 1977 — Ненависть
- 1977 — Праздник печёной картошки
- 1977 — Судьба — Шибанов
- 1977 — Трясина — Серёжка Семёнов
- 1978 — Искупление чужих грехов — брат Пантелеймон
- 1978 — В зоне особого внимания — солдат-водитель
- 1978 — Голубые молнии — Хворост
- 1978 — Неудобный человек — Захаров
- 1978 — Подпольный обком действует — лейтенант Кравцов
- 1979 — Вижу цель — Гаркуша
- 1979 — Киевские встречи
- 1979 — Мой генерал — Борис Егоров
- 1979 — Тяжёлая вода — мичман Игорь Девушкин
- 1980 — «Мерседес» уходит от погони
- 1980 — Визит в Ковалевку — Гришка Глущенко
- 1980 — Время летних гроз — Кравчук
- 1980 — Миллионы Ферфакса
- 1980 — Школа — унтер Логинов
- 1980—1981 — Мужество — водолаз Епифанов
- 1981 — Два дня в начале декабря — Кравчук
- 1981 — Капель — милиционер
- 1981 — Ночь коротка
- 1981 — Последний гейм — Виктор Аверин
- 1981 — Инспектор Лосев — Петя Шухмин
- 1982 — Казнить не представляется возможным — Астахов
- 1983 — Карусель
- 1983 — Поцелуй — аккомпаниатор
- 1984 — Два гусара
- 1984 — Твоё мирное небо — Зубков
- 1984 — У призраков в плену
- 1984 — Володькина жизнь — лейтенант Сомов
- 1985 — На крутизне
- 1985 — Пароль знали двое — чекист, работающий в зарубежном подполье
- 1987 — Соломенные колокола — Яков Чернета
- 1987 — Случай из газетной практики
- 1988 — Бич Божий — Серега
- 1988 — Меня зовут Арлекино
- 1989 — Распад
- 1990 — Балаган
- 1990 — Война на западном направлении — генерал Лебедев
- 1990 — Допинг для ангелов
- 1990 — Неотстрелянная музыка
- 1990 — Это мы, Господи! — военный спецотряда НКВД
- 1990 — Ивин А.
- 1991 — Личное оружие — офицер милиции Серёжа Сиволодский
- 1991 — Одиссея капитана Блада
- 1991 — Оружие Зевса
- 1991 — Подарок на именины
- 1992 — Вишнёвые ночи (Украина) — эпизод
- 1993 — Шанс
- 1994 — Выкуп (Украина)
- 1995 — Гелли и Нок (Украина)
- 1995 — Осторожно! Красная ртуть! (Украина)
- 2009 — Возвращение Мухтара — работник ЖЭКа
- 2009 — Золушка с райского острова (Украина) — отец Вероники